# 社会経済学
社会経済学
1. 「political economy」（政治経済学）の別訳として用いられる語句。
  - 参考文献:大谷禎之介『図解　社会経済学』（桜井書店）
  - 宇仁宏幸, 坂口明義, 遠山弘徳, 鍋島直樹『入門社会経済学―資本主義を理解する』（ナカニシヤ出版）
2. ソシオエコノミクス。本項で詳述。

社会経済学（しゃかいけいざいがく、英 socioeconomics）とは、様々な製品・サービスの提供、市場介入や、組織や個人の活動、といった経済活動が、経済と社会にどのような影響を与えるか、と言うことを研究する学問である。例えば、経済的な影響は経済成長率や雇用の増加（または減少）、インターネットの世帯普及率、といった形で統計に表れ、社会的な影響は平均余命や教育レベルといった形で表れる。このようなことを研究する学問である。この用語は、1980年代後半にアミタイ・エツィオーニの著書The Moral Dimension.によって広まった。
社会経済学は、それ自体は経済学に分類されるべきではなく（ただし、経済的な影響を理解するのに経済学の理論を利用することはありうる）、社会主義経済学と混同すべきではない。また、経済社会学とは関連しているが、同一のものではない。社会経済学者は、人間の経済活動が不完全だという点から、新古典派経済学には批判的な傾向にある。
ある介入がどれだけ社会を変革しやすいかに影響する経済因子と社会因子の組み合わせは、それぞれの状況ごとに一つであるが、一般的に以下のようなものがそれに該当する：
- 支配的な経済状態
- 人種や民族的背景
- 経済開発のレベル、政府と司法の関係
- 教育、リテラシー、およびテクノロジーへの理解の水準
- 市場の成熟と開放の度合い
- 起業活動の傾向
- 信条と行動の面での伝統の強さ

社会経済的影響の原因の例としては、新しいテクノロジー（携帯電話のような）、法律の改正（中絶の合法化のような）、物理的環境の変化（都市の過密化の進行のような）、および生態学的な変化（長い旱魃、魚の個体数の減少のような）。これらは消費のパターン、収入と財産の分布、人が振舞う方法（購買の意思決定と時間の使い方の選択の両方）、および生活の質全般に影響する。これらは、さらに社会の態度や規範にも間接的に影響を与える。
特定のケースでは、社会経済学の研究には特定の因子を特定し、その介入の結果が現れる前にその状態を理解することが必要になる。
社会経済学の到達目標は、一般的に社会経済的な発展をもたらすことにある。通常はGDP、経済発展、平均余命、リテラシー、雇用水準などの指標を改善することを狙う。
測定は難しいが、有形のソフト因子の変化も考慮に入れる必要がある。これらには、個人の尊厳、結社の自由、個人の安全、恐怖や身体的脅威からの解放、および市民社会への参加といったものが含まれる。

## 日本における社会経済学
西部邁が1975年に『ソシオ・エコノミックス』を出版、社会経済学の言葉を日本に取り入れた。新古典派経済学が暗黙の前提としてきた「合理的経済人」の概念を批判し、集団や心理というファクターから経済行動を解析しようとするもので、社会学・政治学・哲学などの成果を旺盛に取り入れている。

### 社会経済学の関連人物
- 西部邁・吉沢英成・杉村芳美・宮本光晴・佐伯啓思・間宮陽介・佐藤光・坂井素思・松原隆一郎